# Epworth
Epworth je grad u Zimbabveu, jugoistočno predgrađe Hararea, od čijeg je centra udaljen 12 km. Osnovan je 1890. godine kao metodistička misija. Poznat je po karakterističnim geomorfološkim oblicima, balansirajućim stijenama, koje se nalaze na novčanicama zimbabveanskog dolara.
Zloglasan je po kriminalu i prostituciji. Brojni stanovnici nemaju tekuće vode ni struje, a bujice nakon obilnih kiša nerijetko im odnose domove.
Epworth je 2002. imao 114.067 stanovnika.